# 건담 F90 (건담 시리즈)
건담 F90(영어: Gundam Formula 90, 일본어: ガンダムF90)은 《건담 시리즈》에 등장하는 모빌 슈트(MS)로 분류되는 가공의 유인 조종식 인간형 로봇 병기이다. 건담 프라모델(건프라) 기획 및 만화로 미디어 믹스 전개된 《기동전사 건담 F90》에서 처음으로 등장했다.
작품 내에서 군사 세력 중 하나인 지구연방군의 시제기로 나중에 극장판 애니메이션 《기동전사 건담 F91》의 주역기인 건담 F91의 전신이 되는 기체이다. 우주세기 0110년대보다 과거의 시대를 무대로 한 작품에 등장하는 모빌 슈트(MS)는 전체 높이가 18미터 전후가 표준 사이즈지만, 건담 F91은 15미터 정도로 소형화되어 있다. 이후로 《기동전사 V 건담》의 시대에 이르기까지 15미터 급의 사이즈가 모빌 슈트(MS)의 주류가 되었다. 또한 건담 F90은 알파벳을 망라하는 다양한 옵션 장비(미션 팩)를 갖추고 있는 것도 특징이다.

## 같이 보기
- 기동전사 건담 F90